# Rádio Brasil 2000
Com uma proposta ousada de tocar de tudo um pouco, surgiu em São Paulo em 1985 a Rádio Brasil 2000. Dirigida por Marizilda Archanjo a rádio foi um projeto das Faculdades Anhembi-Morumbi e Casper Líbero. Programas como A Força do Jazz e O Blues das Sexta-feiras apresentados por Wilson Versolato, que também fazia o principal horário da Rádio, na apresentação e programação. Foi a primeira rádio a operar com CDs. Ali começava a geração digital no rádio brasileiro. No seu slogan se denominava como FM Stereo Laser.
A Rádio Brasil 2000 (por alguns anos FM 107,3) foi uma emblemática estação de rádio brasileira com sede em São Paulo, que transmitia nos 107.3 MHz em FM. Reconhecida por sua programação musical voltada ao rock e ao rock alternativo, a Brasil 2000 também se destacava por sua grade eclética e inovadora. Além dos blocos dedicados ao rock clássico, soul e ska, a emissora surpreendia ao inserir, ocasionalmente, artistas da era de ouro do hip-hop, entre outros gêneros, revelando uma curadoria musical ousada e plural.
Em 1989, a Brasil 2000 FM protagonizou um marco no rádio brasileiro ao tornar-se a primeira emissora do país a adotar o modelo das College Radios, inspirado nas rádios universitárias norte-americanas. Essa transformação foi idealizada e implementada por Roberto Maia – jornalista, radialista, professor de comunicação da Universidade Anhembi Morumbi e membro do College Music Journal (CMJ), o maior complexo de cultura alternativa ligada às universidades dos EUA. Sob a direção de Maia, entre 1989 e 2001, a rádio consolidou sua identidade vanguardista e se firmou como uma das principais referências em inovação radiofônica no Brasil.
Durante esse período, Roberto Maia foi responsável pela criação de programas icônicos que marcaram gerações de ouvintes, como Caminhos do Rock, Lançamento Nosso de Cada Dia, 2000 Volts, Noites Futuristas, entre muitos outros. Sob seu comando, a Brasil 2000 também inovou no jornalismo radiofônico, desenvolvendo uma linguagem própria que lhe rendeu duas premiações da APCA (Associação Paulista de Críticos de Arte).

## História
Foi criada em 12 de dezembro de 1985 sob o nome de Rádio Brasil 2000 FM.
Em 2006 passou a se chamar FM 107.3. Chegou a retransmitir parte da programação da Rádio Bandeirantes por 6 meses.
Em 21 de janeiro de 2009, com o início do Campeonato Paulista, passou a ser afiliada da Rede Eldorado para as transmissões de futebol da Rádio Eldorado - ESPN.
Em 25 de fevereiro de 2011, a Fundação Brasil 2000 e o Grupo Estado comunicaram que "a Rádio 107.3 FM passará a transmitir conteúdos de programação fornecidos pela Rádio Eldorado FM", sob o nome de Rádio Eldorado Brasil 3000.
Apesar de a data oficial de sua extinção ter sido marcada para 27 de março de 2011, no início da semana de 20 a 26 de março de 2011 sua programação já havia sido substituída pela programação da Rádio Eldorado FM, selando o fim das transmissões da Rádio FM 107.3.
A programação da Brasil 2000 continuava sendo transmitida pelo site da emissora com programas ao vivo comandados por Kid Vinil e Osmar Santos Jr.. Porém, em 1 de maio de 2016 a rádio deixou de existir também na web, ficando apenas na nostalgia e lembranças de seus ouvintes por muitos anos. Até 2025, quando o projeto é retomado.